# آسیاب کهنه (فیلم ۱۹۳۷)
آسیاب کهنه (به انگلیسی: The Old Mill) یک کارتون از مجموعه سمفونی احمقانه که توسط شرکت والت دیزنی در سال ۱۹۳۷ ساخته شده است ، این اثر به کارگردانی ویلفرد جکسون ، و موسیقی لی هارلاین ، و توسط آر.ک.ئو در ۵ نوامبر ۱۹۳۷ منتشر شد. 
این فیلم جامعه طبیعی حیواناتی را نشان می دهد که در یک آسیاب بادی متروکه و قدیمی زندگی می کنند و چگونگی برخورد آنها با توفان شدید در تابستان که تقریباً ویران کننده زیستگاه آنها است. از آهنگ "یک روز هنگامی که ما جوان بودیم" اثر یوهان اشتراوس را اپرای کوچک کولی بارون در این اثر استفاده شده است.

## جوایز و تقدیرها
کارخانه قدیمی برنده جایزه اسکار بهترین پویانمایی کوتاه در سال ۱۹۳۷ برای بهترین موضوعات فیلم کوتاه شد. همچنین این اثر در کتاب ۵۰ کارتون برتر که توسط ۱۰۰۰ نفر فعال حرفه ای انیمیشن انتخاب شده اند، به عنوان شماره ۱۴ برگزیده شده است. 